# 이춘석 (축구인)
이춘석(李春錫, 1959년 2월 3일~2024년 6월 3일)은 대한민국의 축구 선수를 지낸 축구 지도자이다.

## 클럽 경력
1983년, 대우 로얄즈에서 프로 선수 경력을 시작하였다. 1983년 5월 8일 열린 포항제철 돌핀스와의 K리그 첫 경기에서 후반 10분 동점골을 기록하며 대우의 리그 1호골을 기록했다.

## 지도자 경력
안양 LG 치타스 수석코치를 거쳐 2004년 대한민국 축구 국가대표팀의 트레이너로 선임되었다. 2015년 12월 19일 포천시민 U-18의 구단주로 취임하였다.

## 수상 내역

### 개인
- K리그 베스트 11: 1983